# Viscount of Galmoye
Viscount of Galmoye, in the County of Kilkenny, war ein erblicher britischer Adelstitel in der Peerage of Ireland.
Familiensitz der Viscounts war Galmoy Castle (irisch Caisleán Ghabhalmhaí) im irischen County Kilkenny.

## Verleihung und Geschichte des Titels
Der Titel wurde am 16. Mai 1646 von König Karl I. für Sir Edward Butler geschaffen. 
Dessen Urenkel, der 3. Viscount, kämpfte nach der Glorious Revolution für den gestürzten König Jakob II. und folgte diesem 1691 ins Exil nach Frankreich. Er wurde 1691 zum Outlaw erklärt und 1697 vom Parlament geächtet, womit seine Titel und Ländereien von der Krone eingezogen wurden.
Sein Neffe und Erbe James Francis Richard Butler († 1771) und nach ihm dessen Erben verwendeten im französischen Exil weiterhin den Viscounttitel.

## Liste der Viscounts of Galmoye (1646)
- Edward Butler, 1. Viscount of Galmoye (um 1590–1653)
- Edward Butler, 2. Viscount of Galmoye (um 1627–1667)
- Piers Butler, 3. Viscount of Galmoye (1652–1740) (Titel verwirkt 1697)